# Kerbogha
Kerbogha (în arabă كربغا, în turcă Kürboğa; n. secolul al XI-lea – d. 1102) a fost atabegul Mosulului între anii 1096–1102. El era cunoscut ca un comandant talentat, însă a suferit o înfrângere zdrobitoare la Antiohia în timpul primei Cruciade.

## Prima cruciadă
În 1098, când a auzit că cruciații asediază pe Antiohia, el și-a adunat trupele și s-a îndreptat pentru a elibera orașul. Pe drum, a încercat să recucerească și Edessa în urma cuceririi sale recente de către Balduin de Boulogne, pentru a nu lăsa în urmă garnizoane france în drum spre Antiohia. Timp de trei săptămâni el a asediat orașul fără vreun rezultat, înainte de a decide să continue spre Antiohia. Întăririle sale ar fi putut pune capăt cruciadei înaintea zidurilor Antiohiei și, într-adevăr, întreaga cruciadă a fost probabil salvată de timpul petrecut la Edessa. În momentul în care a sosit, în jurul zilei de 7 iunie (1098), cruciații deja câștigaseră și stăpâneau orașul de patru zile. Cu toate acestea, ei nu reușiseră să restaureze orașul înainte ca Kerbogha să sosească, care la rândul său, a început asediul orașului devenit cruciat.
În timpul asediului, pe 27 iunie, Petre Sihastrul a fost trimis ca emisar către Kerbogha de către cruciați pentru a sugera că părțile să soluționele toate diferențele printr-un duel. Probabil, simțindu-și poziția în siguranță, Kerbogha nu a dat curs acțiunii și a refuzat.
Între timp, în interiorul orașului, Petru Bartolomeu⁠(en)[traduceți] a pretins că a descoperit Lancea Sfântă printr-o viziune. Această descoperire a re-energizat armata creștină. În același timp, conflictele și luptele au izbucnit în armata atabegului. Armata puternică a lui Kerbogha era efectiv alcătuită din partide din Bagdad, Persia, Palestina și Damasc, iar disputele interne cu emirul au depășit și unitatea comună împotriva cruciaților. Singurul lucru care îi unea pe musulmani era o teamă comună de obiectivul real al lui Kerbogha, care era cucerirea tuturor terenurilor lor. Dacă Antiohia ar fi căzut, ar fi devenit invincibil.
La 28 iunie, când Boemund, liderul armatei creștine, a decis să atace, emirii au decis să-l umilească pe Kerbogha abandonându-l în momentul critic. Kerbogha a fost surprins de organizarea și disciplina armatei creștine. Această armată creștină motivată, unificată, a fost de fapt atât de mare încât strategia lui Kerbogha de a-și împărți propriile forțe era ineficientă. A fost rapid încercuit de cruciați, și forțat să se retragă și să se reîntoarcă la Mosul ca un „om ruinat”.